# Abundantia-Brunnen (Benningen am Neckar)

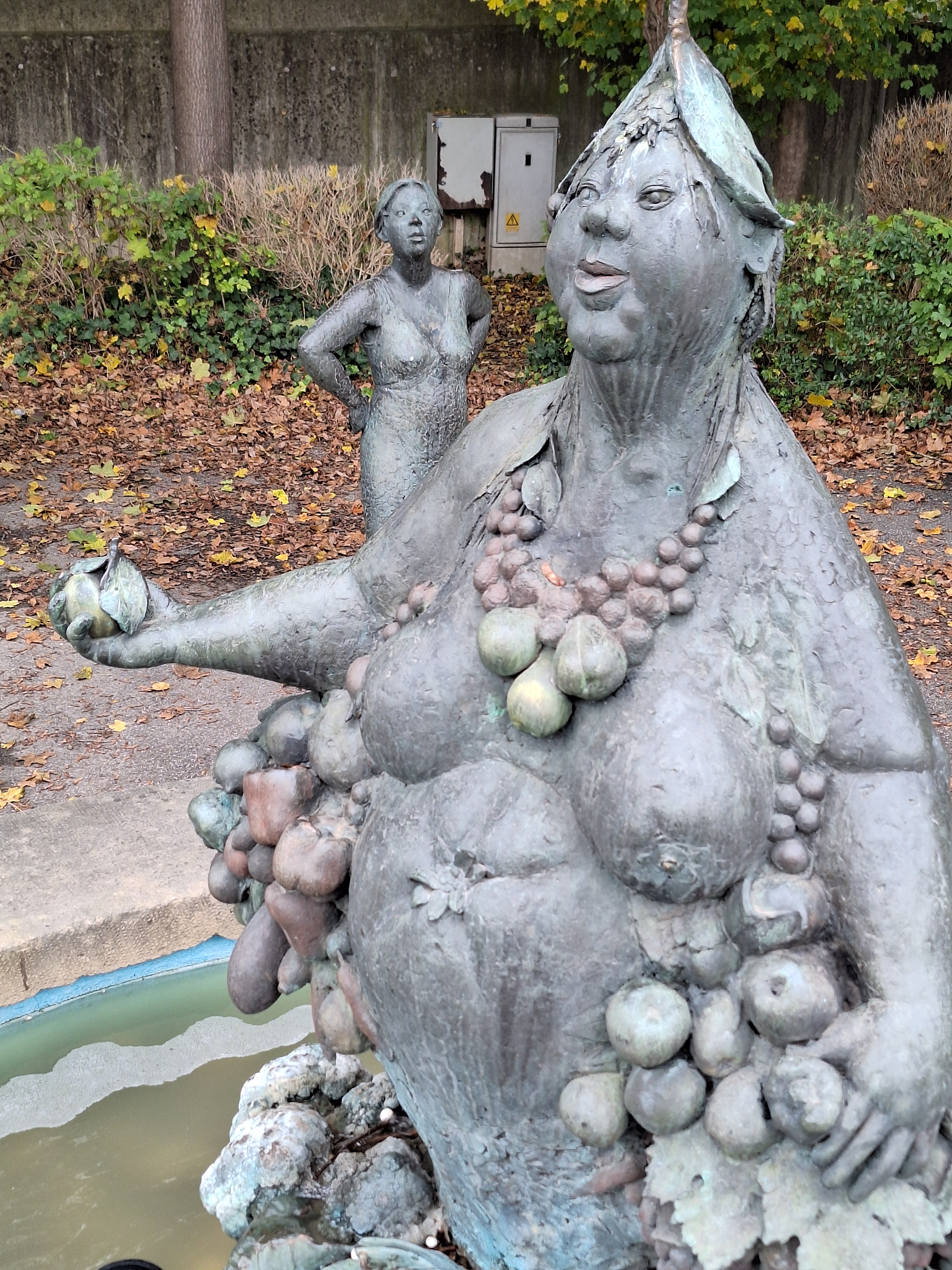
Abundantia-Brunnen in Benningen am Neckar

Seit 1990 gibt es eine Sehenswürdigkeit, den Abundantia-Brunnen in Benningen am Neckar. Geschaffen wurde der Brunnen mit der Abundantia und der sie anstarrenden Betrachterin von Martin Kirstein aus Winnenden in Bronze. Der Brunnen liegt bei der Kelter am alten Rathaus.
Die Gottheit des Wohlstands und des Überflusses hat hier kein Füllhorn, sie ist selber füllig und reichlich mit Früchten behangen und umgeben. Während die Figur der Betrachterin außerhalb des kreisrunden Brunnenbeckens postiert ist, zeigt sich die sitzende Abundantia in voller Pose. Dass eine derartige Figur hier ihre Aufstellung fand, ist wenig verwunderlich, denn Benningen am Neckar liegt in einem Weinanbaugebiet.